# Vyhoštění kongregací z Francie

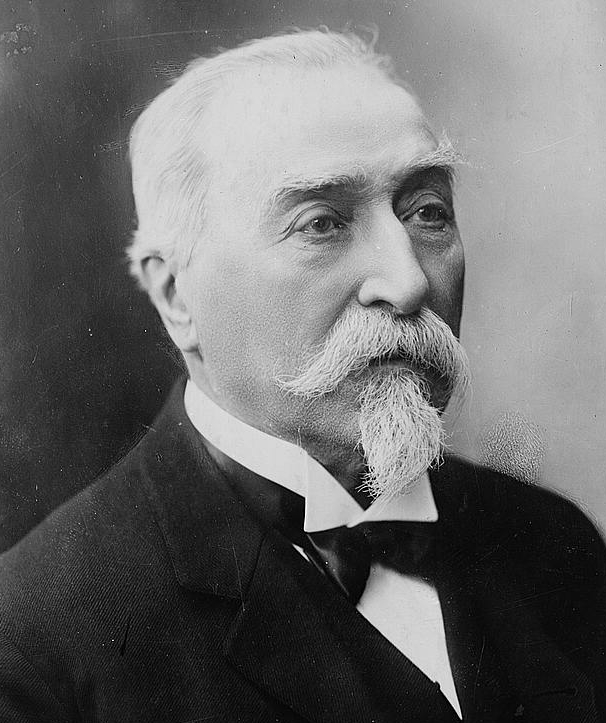
Premiér Combes živil antiklerikální nálady a zejména on stál za vyhošťováním řeholníků

Druhé vyhoštění řeholních kongregací z Francie je důsledkem zákona z 1. července 1901 o spolcích, který podrobuje řeholní kongregace výjimečnému režimu popsanému ve III. hlavě zákona. Výklad zákona po nástupu antiklerikální vlády vedl k protináboženským represím, projevujícím se zejména ve vyhánění řeholníků a řeholnic, mnohdy násilnému. Vyhoštění řídil a prováděl především ministerský předseda Émile Combes.

## Kongregace

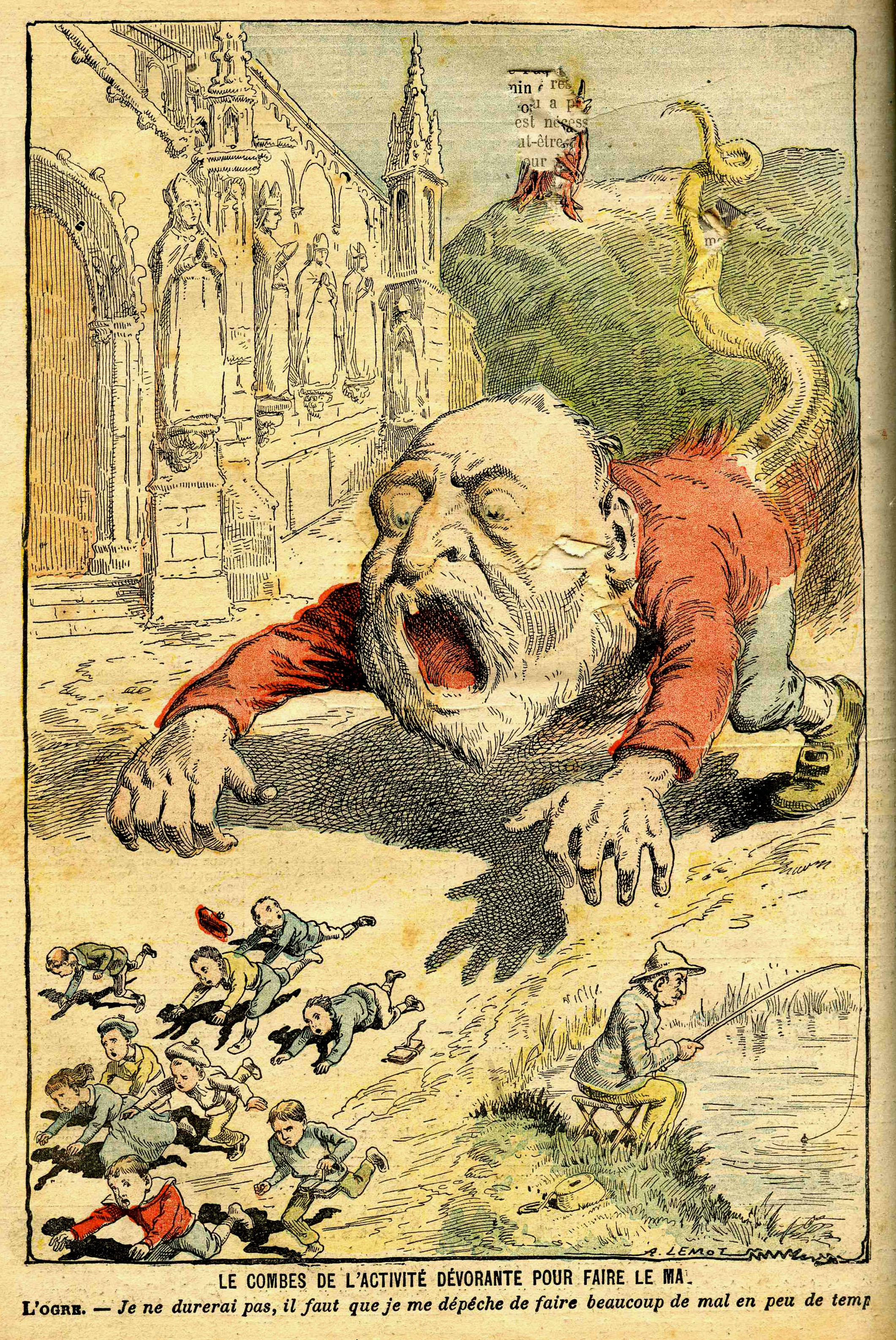
L'Ogre Corbes, karikatura 1902

Na konci 19. století se termín kongregace používal k označení soukromých vzdělávacích zařízení provozovaných řeholními pracovníky, kteří složili jednoduché sliby, na rozdíl od řeholníků patřících k řádům a kteří složili slavné sliby.
Dekrety z roku 1880 nevyřešily otázku kongregací: „Proti řeholnicím nebylo podniknuto žádné opatření a sbory mužů byly rychle obnoveny. Mnoho exilových komunit se ve skutečnosti po prvním vyhnání v následujících letech diskrétně vrátilo.
Historik Jean Sévillia uvádí kvantifikovaná hodnocení: „Francie tehdy měla přesně 1665 kongregací, tedy 154 mužských řádů a 1511 ženských kongregací. Administrativní šetření zadané Waldeckem-Rousseauem v roce 1899 čítalo 30 000 řeholníků a 28 000 řeholnic.

## Historie

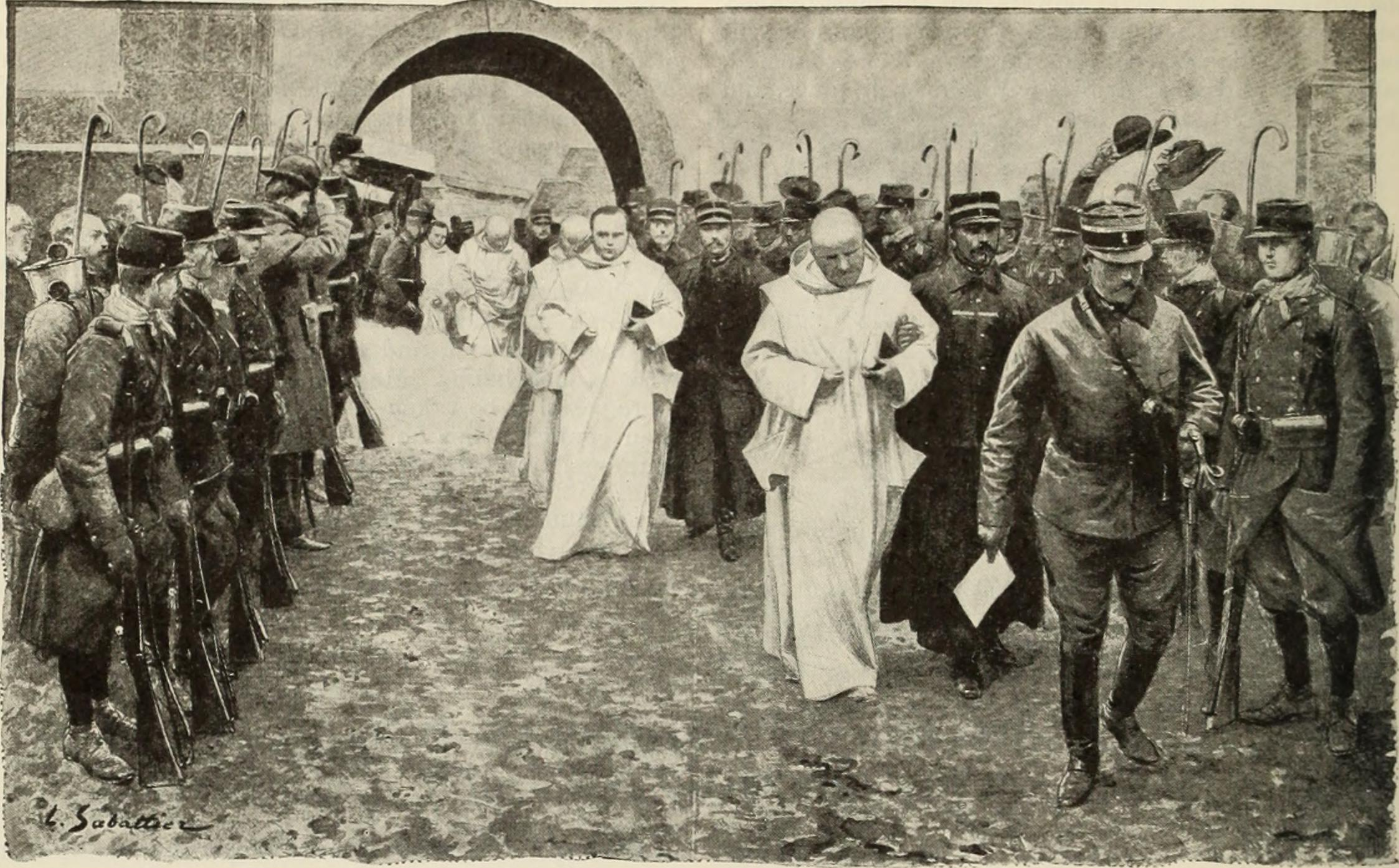
Mniši jsou vyváděni z Velké kartouzy

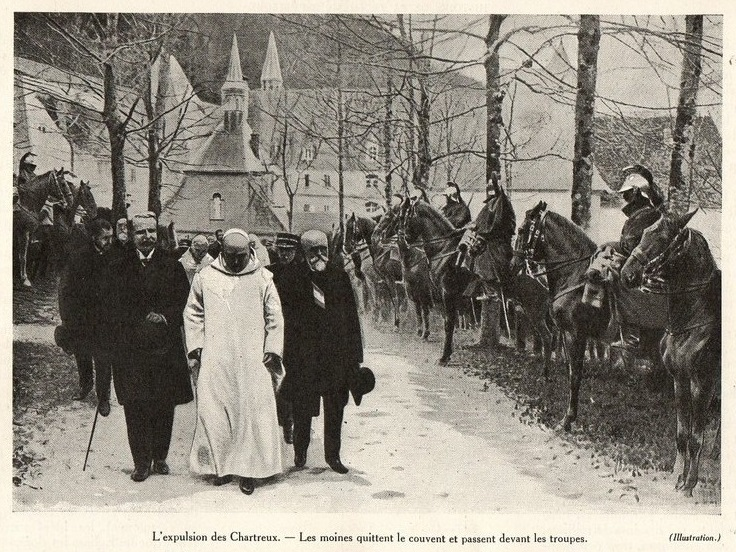
Kartuziánští řeholníci jsou vyváděni ze země (1903)

Vatikán zákon odsoudil, ale dal kongregacím svobodu žádat o povolení k dalšímu fungování, což většina z nich učinila. Vítězství strany Bloc des gauches v parlamentních volbách v květnu 1902 však vyneslo k moci Émila Combese, který se spojil se Jaurèsovými socialisty, a jehož vláda vedla tvrdý antiklerikální boj. Přistoupil k restriktivnímu výkladu zákona z roku 1901.
Na jaře roku 1903 Combes předal sněmovně padesát čtyři souborů žádostí o povolení od mužských kongregací předložených více než tisíc devíti sty patnácti domy. Kongregace byly rozděleny do tří skupin, všechny s negativním hodnocením:
- dvacet pět „učitelských“ kongregací (představujících 1689 domů a 11 841 řeholníků);
- dvacet osm „kazatelských“ kongregací (225 domů a 3040 řeholníků);
- kartouza (kartuziáni, 48 mnichů).

Combes zároveň předal Senátu žádosti šesti mužských kongregací „Hospitalitů, Misionářů a Kontemplativních řeholníků“, z nichž pět mělo příznivé vládní posudky, a které by proto zůstaly i nadále státem tolerovány: Špitální bratři sv. Jana z Boha, trapisté, cisterciáci z Lérins, Bílí Otcové a Africké misie z Lyonu, jedna pak s negativním názorem: salesiáni Dona Boska.